# SHIMA
SHIMA（シマ）は、福岡県の北九州市で結成された日本のロックバンド。福岡県北九州市在住。

## メンバー
- EGACCHO （エガッチョ、1983年10月10日 - ボーカル）
  - 本名、江川 伸之（えがわのぶゆき）。
  - 鹿児島県鹿屋市出身。
  - 鹿児島県立鹿屋高等学校受験を三度失敗。
  - LIVE HOUSE Queblickの店長
  - 大のラーメン好き。年間350杯ラーメンを食す（以前よりペースを落とした）。

- YUSUKE HIKIDA（ユウスケ ヒキダ、 2月19日 - ギター・ボーカル）
  - 本名、疋田佑輔。
  - 犬とビールが好き。
  - EGACCHOほどではないが、年間に何度もラーメンを食べている。

- SHINYA SYODA （シンヤ ショウダ、1985年3月16日 - ベース・ボーカル）
  - パンとコーラを愛している。2018年8月26日に行われた八食サマーフリーライブではヤマザキパンとして出演した（山崎製パンとは関係ない）

- 明生 （あきお、7月24日 - ドラムス・コーラス）
  - ゲームが好き。Twitterのほぼ全てのツイートに「#僕はSHIMAのドラムです」というハッシュタグを付けている。

## 概要
EGACCHO・YUSUKE HIKIDA・SHINYA SYODAは嶋美人、明生はPEACE MAKERとそれぞれ別バンド出身。明生を除く3人は大学の軽音楽部で出会い、バンド結成当初は5人体制。
｢ザイマス｣という言葉とポーズがあり、由来はありがとうございますからきている。その為、EGACCHOのTwitterでは度々使われている。略称は｢ZMS｣。
3rdミニ・アルバム｢MORE!! MORE!! MORE!! MORE!!｣の3番目のMORE!!はイントネーションを上げて発音する。
一部楽曲ではHEY-SMITHの猪狩秀平がプロデュースを担当している。

## 音楽性
主にHi-STANDARDやTHUMBなどの1990年代の音楽シーンから影響を受けて:いる。
多くの楽曲でデスヴォイスを使っている。
作曲はYUSUKE HIKIDA、作詞はEGACCHOとYUSUKE HIKIDAが手がけている。
歌詞は｢トマトのコンカッセ｣や｢アゴ罠どう?ワキ罠どう?｣など独特な歌詞が多い。

## ディスコグラフィ
ミニアルバム
|      | 発売日                  | タイトル |
| ---- | ----------------------- | -------- |
| 廃盤 | 2011年2月29日(会場限定) | colors   |
| 廃盤 | 2011年12月20日          | FIVE     |

|     | 発売日        | タイトル                           |
| --- | ------------- | ---------------------------------- |
| 1st | 2014年1月29日 | SHAKE YOUR LIVES                   |
| 2nd | 2015年5月6日  | SHIMA ADDICTION                    |
| 3rd | 2017年5月3日  | MORE！！MORE！！ MORE！！ MORE！！ |

フルアルバム
|     | 発売日        | タイトル |
| --- | ------------- | -------- |
| 1st | 2016年6月15日 | WRAINBOW |
| 2nd | 2019年4月17日 | BLAST    |

シングル
|     | 発売日        | タイトル        |
| --- | ------------- | --------------- |
| 1st | 2018年9月26日 | すすれ-Re麺bar- |

映像作品
|     | 発売日                   | タイトル                                                                            |
| --- | ------------------------ | ----------------------------------------------------------------------------------- |
| 1st | 2018年10月17日(会場限定) | MORE！！MORE！！ MORE！！ MORE！！ TOUR FINAL LIVE DVD！！ 〜渋谷で犬かわいい！！〜 |

## 来歴
- 2008年
  - 北九州市にて結成
    - 公式サイトには2009年と書いてあるが、EGACCHOがサイトを立ち上げる際に結成の年月日を間違えた為、誤った表記になっている。
- 2011年
  - ミニアルバム｢colors｣をライブ会場限定にて発売。リリースツアーとして25本のライブを敢行。
  - ミニアルバム｢FIVE｣をリリース。発売記念ライブを12月10日に開催。
- 2012年
  - 長崎にて自主EVENT｢JOINT SOULS｣とTKOpresentsEVENT｢A.F.O｣が共同主催。
  - 東京では初の主催EVENT｢JOINT SOULS｣を開催。初の関東での主催ライブで100人を超える動員。成功を収める。
  - FIVE release tour final 5/26@小倉FUSE で一身上の都合により、YUJI YAMADA（ベース・ボーカル）が脱退。
- 2013年
  - S.M.N. / KARIBUxNOxKAIZOKU / HOTDOG / SHIMAの九州在住4バンドによるイベント｢FROM WEST TOWN｣を福岡四次元にて開催。
  - 4人体制で初の音源｢NEVER ENDING STORY｣を会場、imcを中心に発売。
  - SiM、HEY-SMITH、ROTTEN GRAFFTYのツアーをサポート。
  - S.M.N. / KARIBUxNOxKAIZOKU / HOTDOG / SHIMAの九州在住4バンドによるイベント｢FROM WEST TOWN｣の第2回目を福岡Peaceにて開催。
- 2014年
  - 1st ミニアルバム｢SHAKE YOUR LIVES｣をDEAD HEAD RECORDSより全国リリース。2月にリリースツアー開始。
  - S.M.N. / THE FOREVER YOUNG / HOT DOG / SHIMA の九州在住4バンドによるイベント｢FROM WEST TOWN｣の第3回目を福岡grafにて開催。
- 2015年
  - CAFFEINE BOMB RECORDSに移籍を発表。
  - 初めて福岡市にて、自主不定期イベント｢JOINT SOULS｣を開催。
  - 福岡Queblickにて｢JOINT SOULS｣開催。
  - 5月6日(ゴムの日)に2nd ミニアルバム｢SHIMA ADDICTION｣をリリース。SHIMA ADDICTION リリースツアー完走。東名阪小倉にて初のTour FINAL SERIES開催。
- 2016年
  - 打首獄門同好会 / バックドロップシンデレラのツアーに帯同。福岡、広島、高松の3箇所。
  - バンド結成8年目に突入。という事で、バンドの原点ともいえる北九州八幡西区 陣原LAZYにて｢JOINT SOULS 〜88人限定ライブ〜｣を開催。
  - 1stフルアルバム｢WRAINBOW｣をリリース。リード曲の｢FUSUMA｣のMVに同郷のロバート秋山が出演。全国44箇所のツアーを敢行。
- 2017年
  - 東名阪小倉にてWRAINBOW Release Tour FINAL SERIES開催。
  - 3rd ミニアルバム ｢MORE!!MORE!!MORE!!MORE!!｣をリリース。ツアーを敢行。
- 2018年
  - 1st シングル ｢すすれ-Re麺ber-｣をリリース
  - ｢MORE!! MORE!! MORE!! MORE!! TOUR FINAL LIVE DVD!! 〜渋谷で犬かわいい!!〜｣を会場限定にてリリース。
- 2019年
  - 2nd フルアルバム ｢BLAST｣をリリース。ツアーを敢行。